# Liste de vents

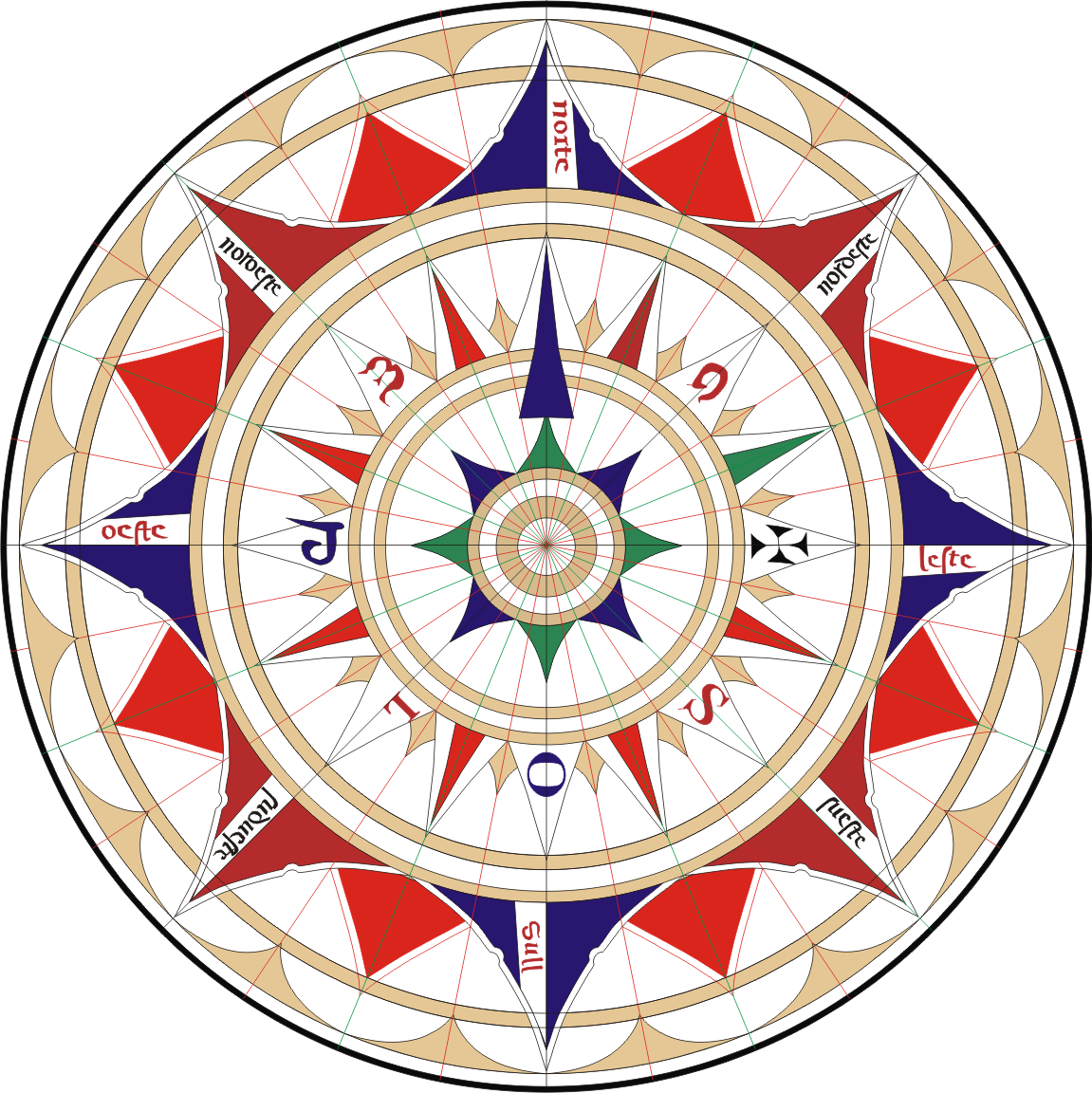
Réplique d'une rose des vents extraite d'une carte de 1492 du navigateur et cartographe portugais Jorge de Aguiar.

Voici une liste des noms de vents par continent. 

## Général
- Alizé : vent régulier dans la zone inter-tropicale. Il est de nord-est dans l’hémisphère nord et de sud-est dans l’hémisphère sud ;
- Bise : vent froid soufflant du nord ou du nord-est ;
- Grain blanc (White Squall) : grain soudain et extrêmement violent dont les orages qui le provoquent ne sont pas visibles à l'observateur en mer ;
- Nordet : vent froid du nord-est dans l’hémisphère nord, chaud dans celui du sud. On le nomme Norther en Australie ;
- Noroît : vent du nord-ouest
- Suroît : vent du sud-ouest qui apporte chaleur et beau temps.
- Suet : vent de sud-est.

## Afrique
- Harmattan : alizé continental : vent de nord-est, très sec, soufflant en hiver et au printemps en Afrique occidentale ;
- Mezzar-ifoullousen : vent violent et froid du sud-ouest ;
- Ponant : vent d'ouest ;
- Simoun :  vent du sud, sec et chaud en Afrique du Nord soufflant dans diverses directions ;
- Sirocco : vent du sud, sec et chaud, l'été, en Afrique du Nord ; humide et chaud, l'été, en Italie méridionale ;

### Algérie
- Levêche : vent du sud sec et étouffant dans le sud de l’Espagne et en Oranie ;
- Sirocco : vent brûlant du sud, sec et chaud charriant du sable du sahara pouvant atteindre l'Espagne, la France et l'Italie;
- Gablo-gregare :vent nord/nord-est

### Égypte
- Khamsin : vent de sable brûlant qui souffle du désert d'Égypte vers le nord jusqu'au Liban.

### Maroc
- Levanter : vent d’est qui traverse le détroit de Gibraltar ;
- Vendavel : vent d’ouest qui traverse le détroit de Gibraltar ;
- Chergui : vent chaud du sud-est arrivant du Sahara chargé de sable;
- Gharbi : vent froid de l'ouest, de l'Atlantique, chargé de pluie

### Tunisie
- Shehili ou Sirocco : vent du sud, sec et chaud ;
- Chlouc : vent du sud-est, généralement sec qui souffle sur la côte ;
- Cherch : vent nord-ouest qui souffle sur la côte ;
- Barrani : vent nord-est qui souffle sur la côte ;
- Guebli : vent du sud qui provient du Sahara ;
- Bech : vent sud-ouest ;
- Chergui : vent chaud du sud-est arrivant du Sahara chargé de sable;
- Gharbi : vent froid de l'ouest, de l'Atlantique, chargé de pluie

## Amériques

### Général
- Williwaw : nom local de vent catabatique soufflant le long des côtes de l'Alaska à la Terre de Feu.

### Amérique du Nord

#### Général
- Barber : vent glacial d'est / sud-est ;

#### Côte Ouest
- Chinook : vent d’ouest sortant des Rocheuses, d’origine identique au vent de Foehn ;
- Diablo : vent de foehn soufflant au printemps et à l'automne dans la région de San Francisco ;
- Vent de Santa Ana : vent descendant des montagnes en Californie ;
- Squamish : vent fort et souvent violent qui souffle parfois en hiver dans de nombreux fjords, baies et vallées de la province de Colombie-Britannique au Canada ;
- Tehuano, vent de couloir, de fort à violent, soufflant sur le golfe de Tehuantepec et venant du col de Chivela dans le sud du Mexique.

#### Côte Est
- Chocolatero : vent chaud chargé de sable dans le golfe du Mexique
- Suête : vent de rabattement qui souffle le long de la côte ouest de l'île du Cap-Breton, au Canada, quand le vent est perpendiculaire à l'axe des montagnes. Ils peuvent atteindre 200 km/h et causer des dégâts importants[1] ;
- Vent de Wreckhouse : vent de rabattement qui souffle le long de la côte sud-ouest de Terre-Neuve, au Canada, quand le vent est perpendiculaire à l'axe des monts Long Range. Il peut causer des dégâts importants et est connu pour avoir renversé des wagons quand il y avait un chemin de fer dans cette région[2] ;

### Amérique du Sud

#### Argentine
- Pampero : vent violent et froid en provenance du sud (côte est de la Patagonie argentine) et s'engouffrant dans le Rio de la Plata bordé par l'Argentine et l'Uruguay. Actif en hiver (juillet à septembre) les phénomènes les plus violents ont le plus souvent été enregistrés au début de l'été (décembre-janvier) ;
- Sudestadas : Vents tempétueux de sud-est créés par les dépressions d'ouest qui, après avoir dépassé le cap Horn, remontent légèrement dans l'Atlantique Sud. Présents en toutes saisons.
- Zonda : vent de foehn soufflant sur le flanc est des Andes.

#### Chili
- Puelche, vent d'est venant de la cordillère des Andes.
- Virazon (es), brise de mer de sud-ouest soufflant sur les Andes.

## Asie

### Afghanistan
- Badisad obistroz ;

### Péninsule arabique
- Chammal (ou Shamal) : vent du nord dans le golfe Persique ;

### Monde indien
- Mousson : vent d'Asie méridionale, soufflant vers la mer en hiver et vers la terre en été.

### Inde
- Loo : vent brûlant venant du sud-ouest dans le désert du Thar. Ce vent accompagne parfois les tempêtes de sable.

## Europe

### Alpes
- Foehn : vent orographique, sec et chaud, soufflant sur le nord des Alpes, principalement en Suisse et au Tyrol ;
- Lombarde : vent de secteur et lié à une dépression du golfe de Gênes, présent principalement à proximité de  la ligne de crête franco-italienne.

### Pyrénées
- Balaguère : vent soufflant dans les Hautes-Pyrénées et les Pyrénées-Atlantiques ; venant d'Espagne et parfois de bien plus loin, souffle dans les vallées des Pyrénées.
- Vent d'autan : vent soufflant dans le sud/sud-ouest de la France, en provenance du sud-est/sud-sud-est, affectant la partie orientale du bassin Aquitain et le sud-ouest du Massif central.
- Fogony ou  Tramontane dans les Pyrénées-Orientales : vent du nord-nord ouest provenant des massifs montagneux et soufflant en direction du golfe du Lion.

### Angleterre
- Vent de Helm : vent du nord-est très froid qui souffle sur la Cumbrie.

### Espagne
- Levante : vent d’est qui traverse le détroit de Gibraltar ;
- Migjorn : vent du sud sec et étouffant dans le sud de l’Espagne et en Oranie ;
- Poniente : vent d’ouest qui traverse le détroit de Gibraltar ;
- Cierzo: vent de nord-ouest soufflant dans la vallée de l'Èbre, est plus particulièrement à Saragosse.

### France
- Agueil : aussi appelé aiguolas, est un vent d'est soufflant sur les Cévennes méridionales ;
- Albe : aussi appelé vent d'Espagne, est un vent de sud-ouest soufflant dans le Roussillon ;
- Ardênne, djosène : nom féminin ou masculin, vent du nord-ouest  pour les Vosges
- Auster : vent du sud chaud, épais et humide annonciateur d'orage ;
- Autan : Dans le midi de la France, vent violent qui souffle du sud ou du sud-est; on distingue deux sortes d'autan : l'autan noir et l'autan blanc. L'autan noir souffle durant un, trois, voire six jours et dès qu'il cesse la pluie arrive. Pour les Toulousains c'est le vent fou car il électrise l'atmosphère et on dit qu'il énerve les bêtes et les humains. L'autan blanc peut parfois souffler pendant une semaine, mais n'apporte pas de pluie.
- Aquilon : vents mauvais du nord annonciateurs de tempête ;
- Bise, bîhe (patois vosgien) : vent sec et froid du nord ou du nord-est en pays de Savoie, Suisse, Lorraine, Franche-Comté et Alsace.
- Cers : vent d’ouest ou de nord-ouest dans le bas Languedoc ; froid en hiver, chaud en été, toujours sec, il amène le beau temps ; il est aussi appelé Narbonnais dans la région de Narbonne ;
- Eissaure : vent doux et régulier du Sud-Ouest
- Farou : vent local du nord-est soufflant dans la vallée du Guiers (Isère) ;
- Gaillac : vent très turbulent et éphémère ;
- Galerne : vent de nord-ouest, froid et humide, dans l’ouest de la France ;
- Grande bise : en Lorraine, Vosges, vent du nord.
- Hâle : nom patois lorrain du vent du nord-ouest frais et humide, en Lorraine, Vosges.
- Hegoa : vent du sud, chaud et sec, mais suivi de pluies au Pays basque ;
- Levant :  vent d'est très humide soufflant en Provence, sur la Côte d'Azur, dans le Roussillon (levant) et en Corse (levante) ;
- Libeccio : vent d’ouest ou du sud-ouest, violent en toutes saisons, qui traverse l’Italie et la Corse ;
- Marin : vent de sud chaud et humide soufflant de la mer Méditerranée vers la Provence et le Languedoc ;
- Mistral : vent du nord ou nord-ouest, soufflant violemment, en toutes saisons, dans la vallée du Rhône, en Provence et aux Îles Baléares ;
- Migjorn : vent du sud soufflant dans le Roussillon ;
- Monsieur de Port de l'Écluse : vent du sud soufflant de Grenoble à Genève ;
- Noroît : vent du nord-ouest ;
- Nordé : vent du nord-est
- Père-lachaise : vent d'est soufflant sur Paris
- Solaire : vent du sud pour les Vosges méridionales
- Toureillo : vent du sud soufflant dans l'Ariège ;
- Tramontane : vent froid du nord-ouest et du nord qui souffle en Languedoc et dans le Roussillon ;
- Traverse : vent d'ouest ou de nord-ouest soufflant du Jura au sud du Massif central ;
- Vent d'autan : vent de sud-est allant de la mer Méditerranée vers le Lot-et-Garonne ;
- Vent du Midi : vent du sud doux et sec provenant de la mer Méditerranée et soufflant dans le nord du Massif central, il annonce l'arrivée d'une perturbation;
- Zéphyr : vent d'ouest doux et chaud.

### Grèce et Turquie
- Grec (ou Grégal, Grégale) : vent de nord-est venant de Grèce ;
- Étésien (meltem en turc) : vent du nord, froid, soufflant en Turquie et en Grèce dans la mer Égée, surtout pendant l’été ;

### Italie
- Bora : vent froid de nord-est allant de Europe de l'Est vers l’Italie ; souffle surtout l’hiver sur l’Adriatique ou la mer Noire ;
- Breva : vent soufflant le plus souvent le jour dans la région du lac de Côme ;
- Garbin : vent du sud-ouest
- Grecale (ou Greco): vent du nord-est
- Levante: vent de l'est
- Libeccio : vent d’ouest ou du sud-ouest, violent en toutes saisons, qui traverse l’Italie et la Corse ;
- Maestrale : vent du nord-ouest
- Scirocco : vent du sud-est, sec et chaud, l'été, en Afrique du Nord ; humide et chaud, l'été, en Italie du Sud ;
- Tramontana : vent froid du nord, venant des Alpes ;
- Ostro ou Austro ou Mezzogiorno (Midi): vent chaud et humide venant du Sud.

### Portugal
- Leste : vent d’est, chaud et sec, soufflant à Madère ;
- Nortada (en) : vent du nord-nord-ouest, soufflant sur la côte de la péninsule ibérique.

### Roumanie
- Austru : vent de sud-ouest, soufflant en été ;

### Suisse
- Bise : vent froid et sec du nord-est ;
- Dame de Lausanne : vent du nord ;
- Foehn : vent orographique, sec et chaud, soufflant sur le nord des Alpes; plutôt porteur d'humidité au sud des Alpes ;
- Joran : vent thermique venant du nord,nord ouest  soufflant les soirs d’été depuis la montagne de Chaumont au lac de Neuchâtel ou le Léman ;
- Morget : vent du Léman ;
- Séchard : vent thermique du nord-est, apparaissant en fin d'après-midi sur le Léman ;
- Vaudaire : vent du sud-est sur le Haut-Lac, l'est du Léman ;
- Vent : vent d'ouest ou de sud-ouest, chargé d'humidité, sur le Léman
- Vent blanc : vent de sud-ouest modéré, sec et chaud, soufflant sur l'Ouest du Léman et de la Suisse romande[3].